# フリップ・ソーンダーズ
フィリップ・"フリップ"・ソーンダース（Phillip "Flip" Saunders、1955年2月23日 - 2015年10月25日）はアメリカ合衆国オハイオ州出身の元バスケットボール指導者。亡くなる直前までNBA、ミネソタ・ティンバーウルブズの球団社長、一部オーナー、ヘッドコーチを務めていた。かつてデトロイト・ピストンズ、ワシントン・ウィザーズのヘッドコーチも務め、2004年と2006年にはNBAオールスターゲームのヘッドコーチも務めた。息子はライアン・サンダース。

## 経歴
ミネソタ大学を1977年に卒業後、カレッジでコーチとしてのキャリアを開始し10年以上務め、CBAでプロのキャリアを開始した。

### NBA

#### ミネソタ・ティンバーウルブズ
1995年3月11日、かつてのチームメートであるケビン・マクヘイルのもと、ミネソタ・ティンバーウルブズのGMに招聘され、ビル・ブレアーの後任として1995-1996シーズンのヘッドコーチに就任した。2005年までケビン・ガーネット時代のウルヴスを指揮し、8年連続プレーオフ進出を果たしたが、セミファイナル突破が限界で、2005年シーズン途中で解雇された。

#### デトロイト・ピストンズ
2005-2006シーズンから、前々シーズンチャンピオンとなり、前シーズンファイナルでサンアントニオ・スパーズに敗れた、名将ラリー・ブラウンの後任としてデトロイト・ピストンズのヘッドコーチに就任した。3年連続でカンファレンスファイナルに進出するも、全て敗退し、ピストンズは衰退期に入って行った。2008シーズン終了後、解雇された。

#### ワシントン・ウィザーズ
2009年4月14日ワシントン・ウィザーズと、4年1800万ドルの契約に合意しヘッドコーチに就任した。3年連続でプレーオフ進出を逃し、2011年シーズン開始17試合後に解雇された。ウィザーズでの通算戦績は51勝130敗であった。

#### ミネソタ・ティンバーウルブズ
2013年5月3日、ミネソタ・ティンバーウルブズの球団社長に就任し、2014年6月5日ヘッドコーチに就任した。2015年6月にホジキン・リンパ腫と診断され、球団は8月に病名を公表。この時点では、“治療可能な状態”と診断されていたが、10月25日逝去した。

## ヘッドコーチ成績
| チーム                       | シーズン | G    | W   | L   | W–L% | シーズン結果     | PG | PW | PL | PW–L% | 最終結果                     |
| ---------------------------- | -------- | ---- | --- | --- | ---- | ---------------- | -- | -- | -- | ----- | ---------------------------- |
| ミネソタ・ティンバーウルブズ | 1995–96  | 62   | 20  | 42  | .323 | 6th in Midwest   | —  | —  | —  | —     | プレーオフ不出場             |
| ミネソタ・ティンバーウルブズ | 1996–97  | 82   | 40  | 42  | .488 | 3rd in Midwest   | 3  | 0  | 3  | .000  | 1st.ラウンド敗退             |
| ミネソタ・ティンバーウルブズ | 1997–98  | 82   | 45  | 37  | .549 | 3rd in Midwest   | 5  | 2  | 3  | .400  | 1st.ラウンド敗退             |
| ミネソタ・ティンバーウルブズ | 1998–99  | 50   | 25  | 25  | .500 | 4th in Midwest   | 4  | 1  | 3  | .250  | 1st.ラウンド敗退             |
| ミネソタ・ティンバーウルブズ | 1999–00  | 82   | 50  | 32  | .610 | 3rd in Midwest   | 4  | 1  | 3  | .250  | 1st.ラウンド敗退             |
| ミネソタ・ティンバーウルブズ | 2000–01  | 82   | 47  | 35  | .573 | 4th in Midwest   | 4  | 1  | 3  | .250  | 1st.ラウンド敗退             |
| ミネソタ・ティンバーウルブズ | 2001–02  | 82   | 50  | 32  | .610 | 3rd in Midwest   | 3  | 0  | 3  | .000  | 1st.ラウンド敗退             |
| ミネソタ・ティンバーウルブズ | 2002–03  | 82   | 51  | 31  | .622 | 3rd in Midwest   | 6  | 2  | 4  | .333  | 1st.ラウンド敗退             |
| ミネソタ・ティンバーウルブズ | 2003–04  | 82   | 58  | 24  | .707 | 1st in Midwest   | 18 | 10 | 8  | .556  | カンファレンスファイナル敗退 |
| ミネソタ・ティンバーウルブズ | 2004–05  | 51   | 25  | 26  | .490 | (解雇)           | —  | —  | —  | —     | —                            |
| デトロイト・ピストンズ       | 2005–06  | 82   | 64  | 18  | .780 | 1st in Central   | 18 | 10 | 8  | .556  | カンファレンスファイナル敗退 |
| デトロイト・ピストンズ       | 2006–07  | 82   | 53  | 29  | .646 | 1st in Central   | 16 | 10 | 6  | .625  | カンファレンスファイナル敗退 |
| デトロイト・ピストンズ       | 2007–08  | 82   | 59  | 23  | .720 | 1st in Central   | 17 | 10 | 7  | .588  | カンファレンスファイナル敗退 |
| ワシントン・ウィザーズ       | 2009–10  | 82   | 26  | 56  | .317 | 5th in Southeast | —  | —  | —  | —     | プレーオフ不出場             |
| ワシントン・ウィザーズ       | 2010–11  | 82   | 23  | 59  | .280 | 5th in Southeast | —  | —  | —  | —     | プレーオフ不出場             |
| ワシントン・ウィザーズ       | 2011–12  | 17   | 2   | 15  | .118 | (解雇)           | —  | —  | —  | —     | —                            |
| ミネソタ・ティンバーウルブズ | 2014–15  | 82   | 16  | 66  | .195 | 5th in Northwest | —  | —  | —  | —     | プレーオフ不出場             |
| Career                       |          | 1248 | 654 | 594 | .524 |                  | 98 | 47 | 51 | .480  |                              |